# Luca Vildoza
Luca Vildoza (Buenos Aires, 11 de agosto de 1995) é um argentino jogador de basquete profissional que joga atualmente pelo KK Crvena Zvezda disputando a Euroliga, Liga ABA e KLS.
Como jogador do clube espanhol Kirolbet Baskonia, ele venceu o título da Liga ACB na temporada de 2019-20.

## Carreira profissional

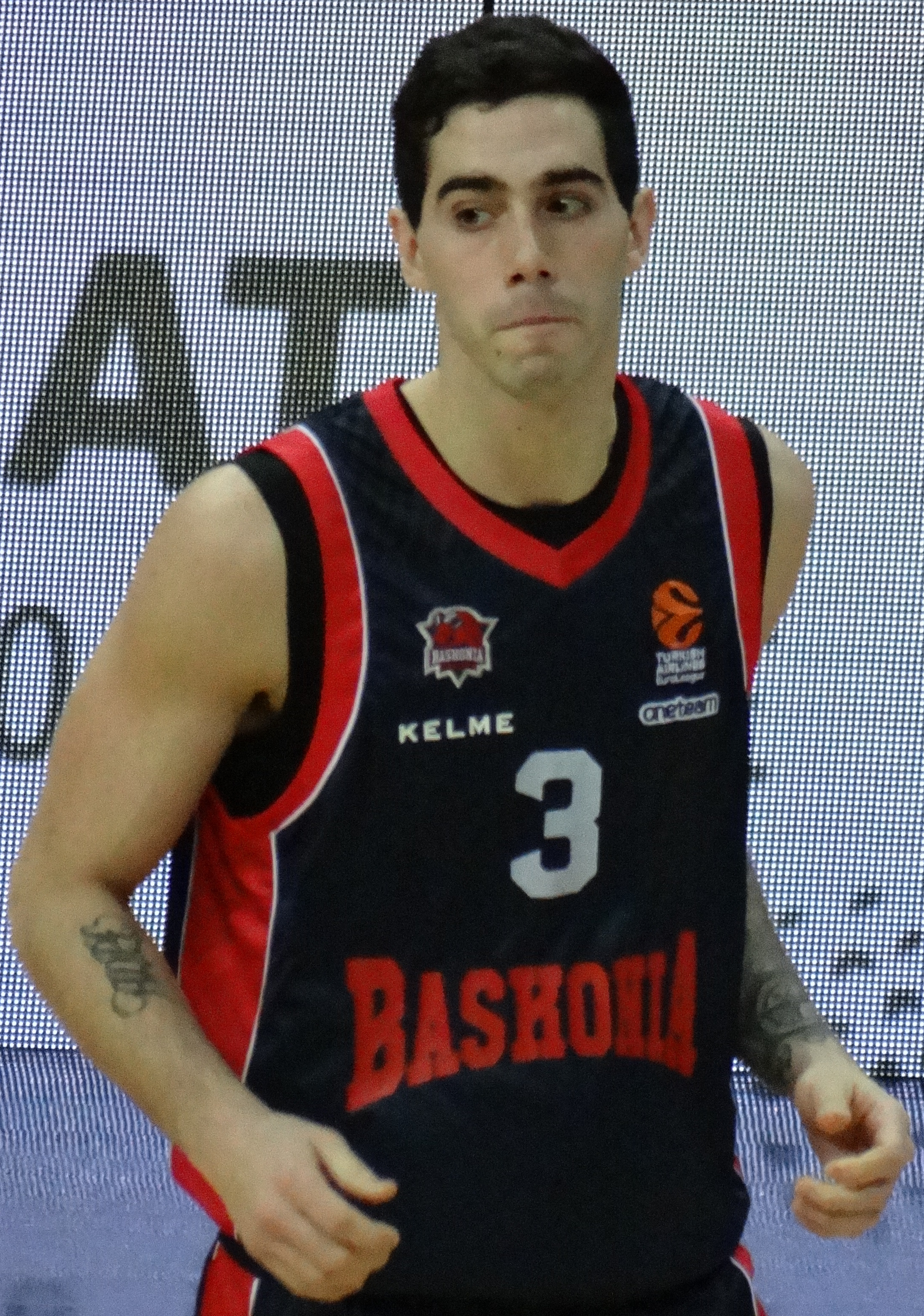
Luca Vildoza

### Quilmes (2012–2017)
Vildoza iniciou sua carreira profissional pelo Quilmes na temporada de 2011-12 da Liga Nacional de Básquet. Na temporada de 2012-13, ele jogou no Torneo Nacional de Ascenso, a 2ª Divisão Argentina. Ele passou as três temporadas seguintes jogando na LNB.

### Baskonia (2017–2021)
Em 2016, Vildoza assinou contrato de quatro anos com o Baskonia da Liga ACB. No entanto, o Baskonia o emprestou de volta ao Quilmes, para a temporada de 2016-17, onde ele teve médias de 16,9 pontos e 3,9 assistências. Ele voltou ao Baskonia para a temporada de 2017-18 e fez uma estreia na EuroLiga. Em 24 jogos na EuroLeague, ele teve médias de 4,5 pontos, 2 assistências e 1,3 rebotes. Na Liga ACB, ele atuou em 25 jogos e teve média de 5,9 pontos. O Baskonia chegou às Finais dos Playoffs da ACB naquela temporada e perdeu a final por 3-1 para o Real Madrid.
Na temporada de 2018-19, o papel de Vildoza na equipe aumentou, assim como suas estatísticas. Ele jogou em 34 jogos da EuroLeague e teve médias de 9,1 pontos e 3,8 assistências. Em março de 2019, Vildoza assinou uma prorrogação de contrato com o Baskonia para ficar até o final da temporada de 2023-24. Na Liga ACB, ele atuou em 32 jogos e teve média de 9,3 pontos. Nas quartas de final da ACB, o Baskonia perdeu por 2-0 para o Zaragoza.

### Milwaukee Bucks (2022–Presente)
Em 6 de maio de 2021, Vildoza assinou com o New York Knicks. Mas foi dispensado em 3 de outubro depois de jogar dois jogos da Summer League de 2021. Em 5 de outubro, Vildoza anunciou que passou por uma cirurgia no pé direito.
Em 6 de abril de 2022, Vildoza assinou um contrato até o fim da temporada com o Milwaukee Bucks.
Em 22 de abril de 2022, ele fez sua estreia na NBA no terceiro jogo de uma série de playoffs da primeira rodada contra o Chicago Bulls. Vildoza registrou um rebote, duas assistências e dois roubos de bola na vitória por 111-81.

## Carreira na seleção
Vildoza jogou pela Seleção Argentina no Campeonato Mundial Sub-17 de 2012. 
Com a Seleção Argentina sênior, ele disputou os Jogos Pan-Americanos de 2015, o Campeonato Sul-Americano de 2016 e o Copa América de 2017.
Em 2019, Vildoza participou da equipe que conquistou a medalha de ouro no Pan-Americano em Lima. Ele também foi incluído na seleção para a Copa do Mundo de 2019 e conquistou a medalha de prata.

## Estatísticas

### Euroleague
| Ano      | Equipe   | PJ | PT | MPJ  | AP   | 3P   | LL   | RT  | AS  | BR  | TO | PPJ  |
| -------- | -------- | -- | -- | ---- | ---- | ---- | ---- | --- | --- | --- | -- | ---- |
| 2017–18  | Baskonia | 24 | 2  | 13.2 | .422 | .412 | .696 | 1.3 | 2.0 | .5  | .1 | 4.5  |
| 2018–19  | Baskonia | 34 | 17 | 22.5 | .403 | .372 | .879 | 2.3 | 3.8 | 1.1 | .1 | 9.1  |
| 2020–21  | Baskonia | 32 | 18 | 25.1 | .410 | .388 | .761 | 2.0 | 3.5 | 1.6 | .1 | 10.3 |
| Carreira | Carreira | 90 | 37 | 20.2 | .411 | .390 | .778 | 1.8 | 3.1 | 1.0 | .1 | 7.9  |